# Baroniella capillacea
Baroniella capillacea är en oleanderväxtart som beskrevs av J. Klackenberg. Baroniella capillacea ingår i släktet Baroniella och familjen oleanderväxter. Inga underarter finns listade i Catalogue of Life.